# ابن أبتون
ابن أبتون (بالإنجليزية: Eben Upton)‏ (و. 1978  م) هو عالم حاسوب، ومطور برمجيات، ومدير (أعمال) من المملكة المتحدة، وويلز.

## التعليم
تعلم في Cambridge Judge Business School ‏.

## أعمال بارزة
من أهم أعماله:
- رسبري باي.

## جوائز
حصل على جوائز منها:
- جائزة المنافسة العامة [الإنجليزية]‏ (1946)
- قائد الفنون والآداب